# سون‌وو جه دوک
سون‌وو جه دوک (کره‌ای: 선우재덕؛ زادهٔ ۲۳ ژوئیه ۱۹۶۲) بازیگر اهل کره جنوبی است.

## فیلم‌شناسی
گزیده فیلم‌شناسی
- بدون تنفس
- دامو
- پادشاه و من
- پرنسس دادستان
- ضربان قلب
- ملکه مه
- دکتر اسب
- موسیقی فردا
- گل پول
- غریبه